# Phyllonorycter lalagella
Phyllonorycter lalagella là một loài bướm đêm thuộc họ Gracillariidae. Nó được tìm thấy ở Úc.